# Psiloritis
|  | «Mont Ida» redirigeix aquí. Vegeu-ne altres significats a «Mont Ida (Turquia)». |

El Psiloritis (grec: Ψηλορείτης 'muntanya alta'), històricament conegut com a mont Ida (grec antic: Ίδη), és una muntanya de Creta i el cim més elevat de l'illa, amb 2.456 metres. Es troba a la prefectura de Réthimno, a la meitat oest de l'illa.
Fou un lloc sagrat per als minoics i, més endavant, per als grecs antics. La mitologia grega el fa la llar de la titànida Rea, alhora que al vessant septentrional de la muntanya es troba la cova d'Ida, on es deia que nasqué Zeus. Fou en aquella cova que Rea, sa mare, l'amagà per evitar que el devorés Cronos, pare dels déus fins que seria destronat pel mateix Zeus. També es deia que era una muntanya amb l'origen de la metal·lúrgia, i que hi habitaven els dàctils de l'Ida.
Entre els llocs interessants de visitar hi ha l'altiplà de Nida i el bosc de Ruva, al vessant oriental. L'observatori de la Universitat de Creta és al cim secundari Skinakas.
La petita capella de Timios Stavros (Sagrada Creu) al cim és la destinació d'una romeria anual cada 14 de setembre.
Des del 2008, a principis de juny s'hi fa una cursa de muntanya, la Psiloritis Race.